# بني جيش (عمران)
بني جيش هي إحدى قرى الجمهورية اليمنية. تتبع جغرافيا لمحافظة عمران وإداريًا لمديرية السودة. يبلغ تعداد سكانها 1635 نسمة حسب الإحصاء الذي أجري عام 2004.